# 俄罗斯正教会圣母安息主教座堂
俄罗斯正教会天主之母及诸圣主教座堂（Russian Orthodox Cathedral of the Mother of God and All Saints）是俄罗斯正教会设在不列颠群岛的主教座堂，也是一座二级登录建筑。该堂位于英国伦敦骑士桥Ennismore Gardens。
这座教堂建于1848年至1849年，原为圣公会诸圣堂（All Saints）。建筑师刘易斯Vulliamy  西部立面模仿意大利维罗纳的圣柴诺圣殿。
1978年，俄罗斯正教会购买该堂，奉圣母升天为主保。